# Noriyuki Iwadare
Noriyuki Iwadare (岩垂 徳行, Iwadare Noriyuki, nascido em 28 de abril de 1964) é um compositor de músicas para videojogos japonês.

## Biografia
Iwadare nasceu na cidade de Matsumoto, província de Nagano, no Japão.
Iwadare começou a compor músicas para jogos depois de alguns anos envolvido com bandas universitárias.
Iwadare começou a compor para a empresa de jogos Toaplan, arranjando trilhas sonoras de jogos de arcade para ports de Mega Drive, como a versão para Mega Drive do jogo Zero Wing (1990), além de compor para outras empresas, como a Game Arts em suas séries Lunar e Grandia.
O primeiro prêmio que ganhou foi o de Melhor Música de Jogo, na categoria Mega Drive/Genesis por Lunar: The Silver Star em 1991. Iwadare também ganhou o prêmio de Melhor Música de Jogo na categoria Sega Saturn Music por Grandia em 1997 e na categoria Dreamcast por Grandia 2 em 2000.
Iwadare compôs músicas pela primeira vez para o Tokyo Disney Resort, além de programas de dança japoneses. programas de televisão e programas de rádio.
Iwadare sonha em ter arranjos orquestrais de suas obras musicais, o que ele mesmo já fez diversas vezes, como com os arranjos Gyakuten Meets Orchestra (arranjos orquestrais da música da série de jogos Ace Attorney).
Iwadare foi convidado especial da 11ª Expo Francesa do Japão, realizada em julho de 2010 em Paris, na França.

## Trabalhos
| Ano  | Título                                                 | Créditos                                                  |
| ---- | ------------------------------------------------------ | --------------------------------------------------------- |
| 1990 | Space Invaders: Fukkatsu no Hi                         |                                                           |
| 1990 | Space Invaders '90                                     |                                                           |
| 1990 | Zero Wing (Mega Drive)                                 | Arranjos                                                  |
| 1990 | After Burner II (Mega Drive)                           | Arranjos                                                  |
| 1991 | Wings of Wor                                           |                                                           |
| 1991 | Langrisser                                             | Com Hiroshi Fujioka and Isao Mizoguchi                    |
| 1991 | Blue Almanac                                           | Com vários outros                                         |
| 1991 | Head Buster                                            | Com Hiroshi Fujioka e Isao Mizoguchi                      |
| 1991 | Parasol Stars                                          |                                                           |
| 1991 | Ys III: Wanderers from Ys (Mega Drive)                 | Arranjos com Yoshiaki Kubodera                            |
| 1992 | Steel Empire                                           | Com Isao Mizoguchi e Yoshiaki Kubotera                    |
| 1992 | Sotsugyou: Graduation                                  |                                                           |
| 1992 | Gley Lancer                                            | Com Masanori Hikichi, Yoshiaki Kubotera, e Isao Mizoguchi |
| 1992 | Lunar: The Silver Star                                 | Com Hiroshi Fujioka, Isao Mizoguchi,e Yoshiaki Kubotera   |
| 1993 | Kishi Densetsu                                         | Com Isao Mizoguchi                                        |
| 1993 | Maten no Soumetsu                                      | Com Isao Mizoguchi                                        |
| 1993 | SimEarth (Sega CD)                                     |                                                           |
| 1993 | Tanjou: Debut                                          |                                                           |
| 1993 | Langrisser: Hikari no Matsuei                          | Com vários outros                                         |
| 1993 | Alien vs Predator: The Last of His Clan                |                                                           |
| 1994 | Crusader of Centy                                      | Programador de som                                        |
| 1994 | Urusei Yatsura: Dear My Friends (Mega-CD)              | Arranjos                                                  |
| 1994 | Langrisser II                                          | Com Isao Mizoguchi                                        |
| 1994 | Wing Commander (Sega CD)                               | Com Isao Mizoguchi, Kenichi Okuma, Maki Tanimoto          |
| 1994 | Lunar: Eternal Blue                                    |                                                           |
| 1994 | Sotsugyou II: Neo Generation                           | Com Maki Tanimoto, Kenichi Okuma, Isao Mizoguchi          |
| 1994 | Mighty Morphin Power Rangers: The Movie (Game Boy)     | Com Kenichi Okuma                                         |
| 1994 | Mercurius Pretty                                       |                                                           |
| 1995 | Der Langrisser                                         |                                                           |
| 1995 | Dōkyūsei                                               | "Tema de abertura"                                        |
| 1996 | Lunar: Walking School                                  |                                                           |
| 1996 | Monstania                                              |                                                           |
| 1996 | Tanjou S                                               |                                                           |
| 1996 | Lunar: Silver Star Story                               |                                                           |
| 1996 | Doukyuusei if                                          | "Tema de abertura"                                        |
| 1996 | True Love Story                                        | Com Kenichi Okuma, Maki Tanimoto, Ataru Sumiyoshi         |
| 1997 | Doukyuusei 2 (Sega Saturn)                             | "Tema de abertura"                                        |
| 1997 | Langrisser IV                                          | Com Makoto Asai, Yuichiro Honda                           |
| 1997 | Magic School Lunar!                                    |                                                           |
| 1997 | Grandia                                                |                                                           |
| 1998 | Langrisser V: The End of Legend                        |                                                           |
| 1998 | Lunar 2: Eternal Blue                                  |                                                           |
| 1999 | True Love Story 2                                      |                                                           |
| 1999 | Yuukyuu no Eden                                        |                                                           |
| 1999 | Growlanser                                             |                                                           |
| 2000 | Grandia II                                             |                                                           |
| 2000 | Mercurius Pretty: End of the Century                   |                                                           |
| 2001 | True Love Story 3                                      |                                                           |
| 2002 | Grandia Xtreme                                         |                                                           |
| 2002 | Wind: A Breath of Heart                                | Com Maki Tanimoto                                         |
| 2003 | True Love Story: Summer Days, and Yet…                 |                                                           |
| 2003 | Mega Man X7                                            | "Higher The Air ~ Air Force Stage"                        |
| 2004 | Phoenix Wright: Ace Attorney – Trials and Tribulations |                                                           |
| 2005 | Radiata Stories                                        |                                                           |
| 2006 | Grandia III                                            |                                                           |
| 2006 | KimiKiss                                               |                                                           |
| 2006 | Project Wiki                                           |                                                           |
| 2006 | Kanji no Wataridori                                    |                                                           |
| 2007 | Elvandia Story                                         | Com Norihiko Hibino                                       |
| 2007 | KimiKiss: Pure Rouge                                   | Com Hikaru Nanase e Masaru Yokoyama                       |
| 2008 | Super Smash Bros. Brawl                                | Arranjos                                                  |
| 2008 | True Fortune                                           |                                                           |
| 2009 | Amagami                                                |                                                           |
| 2009 | Ace Attorney Investigations: Miles Edgeworth           | Com Yasuko Yamada                                         |
| 2009 | Lunar: Silver Star Harmony                             |                                                           |
| 2010 | Grandia Online                                         |                                                           |
| 2011 | Ace Attorney Investigations 2: Prosecutor's Gambit     |                                                           |
| 2011 | Otomedius Excellent                                    | Com vários outros                                         |
| 2012 | Kid Icarus: Uprising                                   | Com vários outros                                         |
| 2013 | Phoenix Wright: Ace Attorney - Dual Destinies          |                                                           |
| 2014 | Super Smash Bros. for Nintendo 3DS and Wii U           |                                                           |
| 2015 | Langrisser Re:Incarnation Tensei                       |                                                           |
| 2015 | Zombie Tokyo                                           | Com Michiko Naruke                                        |
| 2016 | Phoenix Wright: Ace Attorney − Spirit of Justice       | Com Toshihiko Horiyama e Masami Onodera                   |
| 2016 | Reco Love: Blue Ocean and Gold Beach                   |                                                           |
| 2018 | Super Smash Bros. Ultimate                             | Arranjos                                                  |
| 2019 | Rakugaki Kingdom                                       | "Spiral Power Bomb"                                       |
| 2020 | Ninjala                                                | Com vários outros                                         |
| 2023 | Loop8: Summer of Gods                                  |                                                           |
| 2024 | Project MBR                                            |                                                           |